# Friedrich Gottlieb Berger

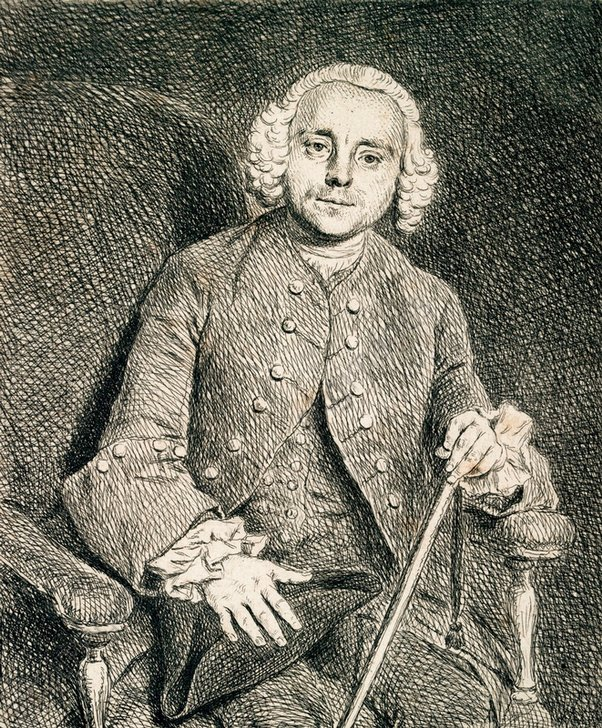
Friedrich Gottlieb Berger, Radierung von Johann Gottlieb Glume, 1748

Friedrich Gottlieb Berger (* 8. September 1713 in Charlottenburg bei Berlin; † 9. Juni 1794 in Berlin) war ein deutscher Kupferstecher. 
Er war der Sohn des Goldschmieds Gottfried Berger und lernte die Technik des Kupferstechens bei Johann Georg Wolfgang in Berlin. Für ihn stach er in den Jahren von 1737 bis 1747 vor allem Porträts. Auch für Daniel Chodowiecki arbeitete er häufig als Stecher. Von größerem künstlerischen Wert sind seine topografischen Karten und Pläne sowie architektonische Prospekte. Zu Bergers bekanntesten Arbeiten zählt der Kupferstich des 1748 erstmals verlegten, sogenannten Schmettau-Plans von Berlin. Seine beiden Söhne Daniel und Johann Friedrich Berger wurden ebenfalls Kupferstecher. 